# Episodi di Good Behavior (seconda stagione)
La seconda stagione della serie televisiva Good Behavior, composta da 10 episodi, va in onda per la prima volta negli Stati Uniti sulla rete televisiva TNT dal 15 ottobre 2017.
In Italia, la stagione è stata pubblicata il 20 marzo 2018 sulla piattaforma on demand TIMvision.
| nº | Titolo originale                            | Titolo italiano                                        | Prima TV USA     | Pubblicazione Italia |
| -- | ------------------------------------------- | ------------------------------------------------------ | ---------------- | -------------------- |
| 1  | The Heart Attack is the Best Way            | L'infarto è la soluzione migliore                      | 15 ottobre 2017  | 20 marzo 2018        |
| 2  | I Want You to Leave a Person Alive for Once | Per una volta, vorrei che lasciassi vivere una persona | 22 ottobre 2017  | 20 marzo 2018        |
| 3  | Because I'm Mrs. Claus                      | Sono la moglie di Babbo Natale                         | 29 ottobre 2017  | 20 marzo 2018        |
| 4  | I Think It's A Sign                         | Credo sia un'insegna                                   | 5 novembre 2017  | 20 marzo 2018        |
| 5  | You Could Discover Me                       | Dovresti scoprirmi                                     | 12 novembre 2017 | 20 marzo 2018        |
| 6  | It's No Fun If It's Easy                    | Se è facile non è divertente                           | 19 novembre 2017 | 20 marzo 2018        |
| 7  | Don't Thank God, Thank Me                   | Non ringraziare Dio, ringrazia me                      | 26 novembre 2017 | 20 marzo 2018        |
| 8  | Stay Beautiful                              | Resta bella come sei                                   | 3 dicembre 2017  | 20 marzo 2018        |
| 9  | And I Am a Violent Criminal                 | Anch'io sono un criminale violento                     | 10 dicembre 2017 | 20 marzo 2018        |
| 10 | Letty Raines, in the Mansion, With the Gun  | Letty Raines, nella villa, con la pistola              | 17 dicembre 2017 | 20 marzo 2018        |